# Liste de spéléologues américains
L'histoire et le développement de la spéléologie ont été marqués par les activités de personnages particulièrement actifs ou médiatiques.
Voici une liste non exhaustive de certains de ces hommes et femmes, de nationalité américaine
- Haut – A
- B
- C
- D
- E
- F
- G
- H
- I
- J
- K
- L
- M
- N
- O
- P
- Q
- R
- S
- T
- U
- V
- W
- X
- Y
- Z

## B
- Stephen Bishop (explorateur) (°1820 - †1857),
- Roger Brucker (en) (°1929 - ),

- Haut – A
- B
- C
- D
- E
- F
- G
- H
- I
- J
- K
- L
- M
- N
- O
- P
- Q
- R
- S
- T
- U
- V
- W
- X
- Y
- Z

## C
- Floyd Collins (en) (°1887 - †1925),
- Matt Covington (en) (°1980 - ),
- Patricia Crowther (en) (°1943 - ),
- William Crowther (°1936 - ),
- Jim Czajkowski (°1961 - ), ou James Paul Czajkowski, alias James Rollins ou James Clemens

- Haut – A
- B
- C
- D
- E
- F
- G
- H
- I
- J
- K
- L
- M
- N
- O
- P
- Q
- R
- S
- T
- U
- V
- W
- X
- Y
- Z

## D
- William Edward Davies (en) (°1917 - †1990),

- Haut – A
- B
- C
- D
- E
- F
- G
- H
- I
- J
- K
- L
- M
- N
- O
- P
- Q
- R
- S
- T
- U
- V
- W
- X
- Y
- Z

## E
- Sheck Exley (en) (°1949 - †1994),

- Haut – A
- B
- C
- D
- E
- F
- G
- H
- I
- J
- K
- L
- M
- N
- O
- P
- Q
- R
- S
- T
- U
- V
- W
- X
- Y
- Z

## G
- John Alan Glennon (en) (°1970 - ),

- Haut – A
- B
- C
- D
- E
- F
- G
- H
- I
- J
- K
- L
- M
- N
- O
- P
- Q
- R
- S
- T
- U
- V
- W
- X
- Y
- Z

## M
- Alvin McDonald (spéléologue) (en) (°1873 - †1893),

- Haut – A
- B
- C
- D
- E
- F
- G
- H
- I
- J
- K
- L
- M
- N
- O
- P
- Q
- R
- S
- T
- U
- V
- W
- X
- Y
- Z

## P
- Clay Perry (en) (°1887 - †1961),

- Haut – A
- B
- C
- D
- E
- F
- G
- H
- I
- J
- K
- L
- M
- N
- O
- P
- Q
- R
- S
- T
- U
- V
- W
- X
- Y
- Z

## S
- William Stone (spéléologue) (en) (°1952 - ),

- Haut – A
- B
- C
- D
- E
- F
- G
- H
- I
- J
- K
- L
- M
- N
- O
- P
- Q
- R
- S
- T
- U
- V
- W
- X
- Y
- Z

## W
- James Larkin White (en) (°1882 - †1946),

- Haut – A
- B
- C
- D
- E
- F
- G
- H
- I
- J
- K
- L
- M
- N
- O
- P
- Q
- R
- S
- T
- U
- V
- W
- X
- Y
- Z

## Source
- (en) Cet article est partiellement ou en totalité issu de l’article de Wikipédia en anglais intitulé « Category:American cavers » (voir la liste des auteurs).